# Seishun Jidai 1.2.3! / Baisekō Daiseikō!
Singles de Petit Moni
Chokotto Love Baby! Koi ni Knock Out!
(2001)
Singles par Morning Musume
Happy Summer Wedding
(2000) I Wish
(2000)
 Seishun Jidai 1.2.3! / Baisekō Daiseikō!  (青春時代1.2.3! / バイセコー大成功!) est le 2e single du groupe féminin de J-pop Petit Moni, sous-groupe de Morning Musume.

## Présentation
C'est un single "double face A", qui sort le 26 juillet 2000 au Japon sous le label zetima, écrit et produit par Tsunku. Il atteint la 1re place du classement de l'Oricon, et reste classé pendant 9 semaines, pour un total de 484 160 exemplaires vendus, dans la foulée du succès du précédent single du groupe : Chokotto Love.
Les deux chansons figureront sur les compilations Together! -Tanpopo, Petit, Mini, Yūko- de 2001 et Zenbu! Petit Moni de 2002. La première chanson figurera aussi sur la compilation Tanpopo / Petit Moni Mega Best de 2008. C'est le premier single du groupe avec Hitomi Yoshizawa, remplaçante de Sayaka Ichii qui a quitté le Hello! Project le mois précédent ; ce n'est que le deuxième single auquel elle participe, après Happy Summer Wedding sorti deux mois auparavant avec Morning Musume. Ce sera le seul disque de Petit Moni sorti cette année-là.

## Membres
- Kei Yasuda
- Maki Goto
- Hitomi Yoshizawa

## Liste des titres
CD
1. Seishun Jidai 1.2.3! (青春時代1.2.3!?)
2. Baisekō Daiseikō! (バイセコー大成功!?)
3. Seishun Jidai 1.2.3! (Instrumental) (青春時代1.2.3! ...?)
4. Baisekō Daiseikō! (Instrumental) (バイセコー大成功! ...?)